# Pietroasele
Pietroasele is een Roemeense gemeente in het district Buzău.

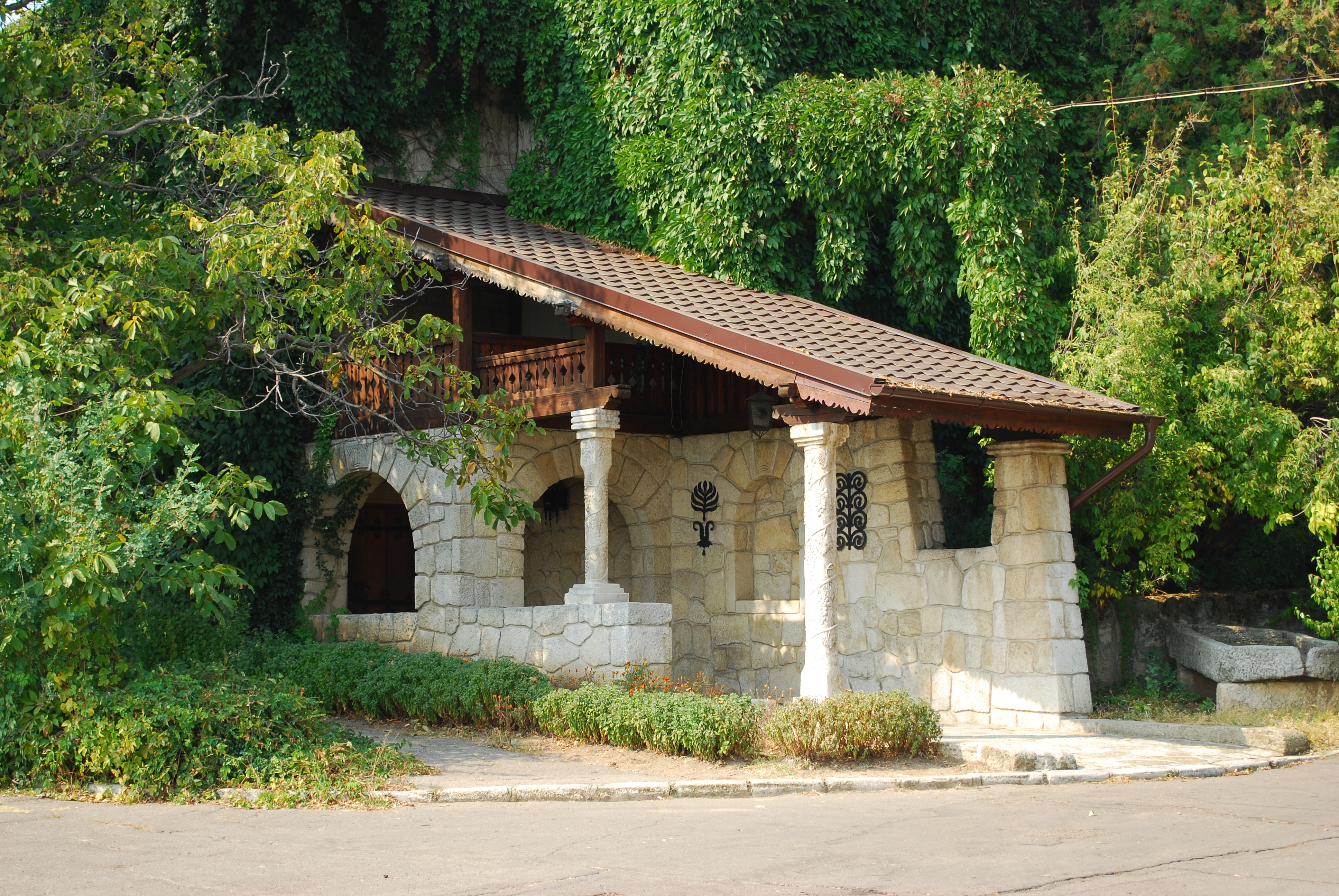
Pietroasele

Pietroasele telt 3458 inwoners.